# فيليتسيا لانغر
فيليتسيا لانغر (بالعبرية: פיליציה לנגר)‏ (9 كانون الأول في 1930 في تارنوف ببولونيا باسم فيليتسيا فايت، توفيت في 22 يونيو 2018 في ألمانيا)، هي محامية إسرائيلية مدافعة عن حقوق الإنسان معروفة بدفاعها عن الأسرى الفلسطينيين المعرضين للقمع السياسي في الضفة الغربية المحتلة وقطاع غزة. كما أنها مؤلفة للعديد من الكتب التي تفضح انتهاكات حقوق الإنسان على أيدي سلطات الاحتلال الإسرائيلية. في كتبها تنقل بالتفصيل ممارسات التعذيب على نطاق واسع بحق المحتجزين، فضلا عن الانتهاكات المتكررة للقانون الدولي الذي يحظر الترحيل والعقاب الجماعي. نالت في عام 1990 جائزة الحق في الحياة (المعروفة باسم جائزة نوبل البديلة) «للشجاعة المثالية في نضالها من أجل الحقوق الأساسية للشعب الفلسطيني». حصلت لانغر في عام 1991 على جائزة برونو كرايسكي للإنجازات المتميزة في مجال حقوق الإنسان.

## حياتها
ولدت فيليتسيا لانغر في بولونيا لأبوين يهودين. هاجرت عام 1950 إلى إسرائيل مع زوجها ميتسيو لانغر الناجي من معسكرات الاعتقال النازية. حصلت على شهادة في القانون من الجامعة العبرية عام 1965. عملت لفترة قصيرة لمكتب للمحاماة في تل ابيب، لما بعد حرب حزيران من سنة 1967..أعربت عن معارضتها للاحتلال الإسرائيلي للضفة الغربية وقطاع غزة، وذلك بإنشاء مكتب خاص في القدس للدفاع عن المعتقلين السياسيين الفلسطينين.
قالت لانغر «أنا جزء من إسرائيل الأخرى، أنا مع العدالة وضد كل من يعتقد أن ما يترتب على المحرقة هو الكراهية والقسوة وعدم الحساسية».
رغم أنها نادرا ما فازت في قضاياها طيلة 23 عاما، إلا أنها تعتبر النجاح في الدفاع عن رئيس بلدية نابلس بسام الشكعة عام 1979 بمثابة النقطة البارزة. الشكعة كان من مؤيدي منظمة التحرير الفلسطينية ومنتقدي اتفاقية كامب ديفيد، وبعد ذلك اتهم بالتحريض على الإرهاب من خلال تصريحاته العلنية وصدر أمر طرد بحقه. وبعد وقت قصير من صدور أمر الطرد هذا عن المحكمة العليا الإسرائيلية، قامت جماعة ارهابية إسرائيلية بزرع قنبلة في سيارته، مما سبب له عملية بتر مزدوج للساقين. وفي عام 1990، انهت لانغر ممارسة المحاماة وغادرت إسرائيل، ملبية عرضا لمنصب تعليمي في إحدى الجامعات الألمانية.
في مقابلة مع صحيفة واشنطن بوست، قالت لانغر "قررت أن لا يمكن أن كون ورقة التين لهذا النظام بعد الآن. أريد ترك بلدي ليكون نوعا من التظاهر والتعبير عن اليأس والاشمئزاز من النظام... لأننا لسوء الحظ لا نستطيع الحصول على العدالة للفلسطينيين. لا زالت في ألمانيا تقوم بتأليف الكتب وتنشط في الدفاع عن القضية الفلسطينية.

## مؤلفاتها
- «بأم عيني» (1974)
- «هؤلاء إخواني» (1979)
- «من مفكرتي» (1980)
- «القصة التي كتبها الشعب» (1981)
- «عصر حجري» (1987).
- الغضب والأمل (1993) (السيرة الذاتية)
- الظاهر والحقيقة في فلسطين (1999)
- تقرير ميتسيو، الشباب بين الغيتو وتيريزينشتادت (1999)
- الانتفاضة الفلسطينية الجديدة (2001)

## روابط خارجية
- فيليتسيا لانغر على موقع IMDb (الإنجليزية)
- فيليتسيا لانغر على موقع مونزينجر (الألمانية)